# Filipe Sauturaga
Filipe Sauturaga, född 19 juni 1994, är en fijiansk rugbyspelare. Han ingick i det fijianska lag som tog silver i sjumannarugby vid OS 2024 i Paris.